# Akamatsu Norifusa
Akamatsu Norifusa est un nom japonais traditionnel ; le nom de famille (ou le nom d'école), Akamatsu, précède donc le prénom (ou le nom d'artiste).
Pour les articles homonymes, voir Akamatsu (homonymie).
Akamatsu Norifusa (赤松 則房, 1559-18 août 1598) est un samouraï de la fin de la période Sengoku et du début de la période Azuchi-Momoyama. Norifusa sert comme shugo de la province de Harima mais est défait à l'issue de l'offensive Shugoku de Toyotomi Hideyoshi. Il se rend et devient le vassal de Hideyoshi. Les années suivantes, il reçoit des terres dispersées autour de Okishio (dans la province de Harima) et Sumakichi (dans la province d'Awa). Sous le commandement de Hideyoshi, il prend part à la bataille de Shizugatake et à l'offensive Shikoku